# 井亀あおい
井亀 あおい（いがめ / いかめ あおい、1960年〈昭和35年〉2月10日 - 1977年〈昭和52年〉11月19日）は、日本の女子高校生。17歳で飛び降り自殺を遂げてのち、小説や詩、エッセイをまとめた遺稿集『もと居た所』と、日記をまとめた『アルゴノオト あおいの日記』が刊行され、「なみなみならぬ才華」「病的天才」と評価された。

## 生涯

### 生い立ち
1960年（昭和35年）2月10日、父・井亀荒男と母・千恵子の一人娘として、熊本県熊本市に生まれる。「あおい」の名は祖父によって付けられた。幼い頃から読書と、絵を描くことが好きであったため、荒男はできるだけその機会を作ってやったとしている。
1962年（昭和37年）8月、毎日新聞西部本社報道部勤務の父親の転勤のため、福岡県若松市（現・北九州市若松区）に移住し、翌1963年（昭和38年）2月には戸畑市（現・北九州市戸畑区）に移住する。この頃、自宅の隣にある聖公会戸畑聖アンデレ教会へ、頻繁に遊びに行っていたという。また、降下煤塵のためか頻繁に風邪をひき、喘息様の咳に悩まされた。
1964年（昭和39年）4月に私立明泉寺幼稚園に入園し、1966年（昭和41年）4月に北九州市立三六小学校に入学。小学校でも喘息様気管支炎に悩まされた。また、漫画やSF、世界児童文学全集に熱中した。4年生のときに、自身の希望でクラシック・ギターの教室に通い始め、これが唯一の習い事となった。この教室には高校生の頃になっても時々通っていたが、荒男は「絵の場合と同様、生半可なことでは、とても自分が納得出来るような技量に達しないことを知って、あきらめていたようです」としている。
また千恵子によると、小学校のときからあおいはふと「よるべない顔」を見せることがあったという。これを見た千恵子は、集団での学習よりもマンツーマン指導のほうがいいのではないか、歩いて通える公立学校という選択は誤りだったのではないかと考え、担任教諭に特殊学級への移動について相談したことがあったが、「何をおっしゃいます。井亀さんはいつもいい成績で何も言うことはないくらいなのに」と冗談にしかとられず、そこで引き下がったとしている。

### 中学時代
三六小を卒業後、1971年（昭和46年）4月に北九州市立沢見中学校に入学。音楽クラブに入り、リコーダーの練習に熱中した。また、元々小学生の頃から美術展によく連れて行かれていたが、中学生になると自分のほうから希望するようになり、博多や久留米、熊本まで行くこともあったという。音楽や演劇への関心も、中学時代から強くなっていった。
1973年（昭和48年）4月、転勤のため長崎県長崎市に移住し、長崎市立片淵中学校2年に編入された。10月頃にはテニスクラブに入部している。一方、クラスの雰囲気に溶け込むことができず、時々苦痛を漏らしていたという。長崎へ転居したこの頃から、あおいは「アルゴノオト」と題した日記を書き始めている。このノートの存在を両親は知らず、あおいの死後初めて明らかになっている。あおいはのちに、「アルゴノオト」について次のように記している。
「アルゴ号の船員達」（アルゴナウタイ）は、ギリシア神話に登場する、英雄のイアーソーンと共に金羊毛を探すため、アルゴ号に乗船して黒海岸コルキスへ遠征した勇士らを指す。山下（2004）は、あおいにとっての金羊毛とは、恐らく「生きる意味」「人生の意義」であったに違いない、としている。
また長崎時代の2年のこの頃、ヘルマン・ヘッセ、ハンス・カロッサ、アンドレ・ジッドなどを読んでおり、日本の作家では遠藤周作に興味を持っていた様子だったが、このことについて荒男は、あおい自身が洗礼を受けていた時期であることから、『沈黙』などのキリシタンものに惹かれたのだろう、としている。
1974年（昭和49年）5月、聖公会長崎聖三一教会で洗礼を受け、洗礼名「ミリアム」を与えられる。7月に祖父が入院し、あおいはこの頃から、部屋に閉じこもることが増えた。千恵子が自宅と病院を日に何往復もしたため、あおいは子犬と共に留守番をする夏休みを送ったという。やがて祖父は余命僅かとされて自宅へ引き取られたが、既に家族の顔も判別できず、昼夜逆転の生活を送り、千恵子の首を絞めかけるなどする状態だった。この頃からあおいは食欲をなくしていき、閉じこもりがちになった。9月15日には自殺未遂を起こしている。このときには「宝塚少女歌劇公演を見に行く」と外出し、夜の8時頃に五島列島の福江警察署から保護している旨の連絡を受けた親が、驚いて翌早朝のフェリーで出迎えに赴いている。
1975年（昭和50年）1月、祖父が死去。千恵子によれば、相変わらず憂鬱そうな様子が続いていたという。同月末には父親の転勤により、再度北九州市戸畑区に移住、沢見中学校の3年に編入された。

### 高校時代
1975年（昭和50年）3月に沢見中を卒業し、4月、福岡県立戸畑高等学校に入学。文芸部に入部した。しかし祖父の死去以来、あおいは「見るのも痛々しいほど憔悴しきって」いる状態で、5月に2回目の自殺未遂事件を起こし、若戸大橋の橋上で通りがかりの人に保護されている。以降は牧師のカウンセリングを受けるようになり、8月にはやや元気を取り戻した様子であったが、10月頃には再度激しく憔悴し、味覚の異常や幻聴を訴えるようになる。牧師の勧めと本人の希望で、九州厚生年金病院（現・地域医療機能推進機構九州病院）精神科に通院し、治療を受けることとなった。この際には「思春期憂鬱症」との診断を下されている。高校も、11月には休学することとなった。千恵子は「ものに憑かれたように、小説や詩を書きはじめたのは、この頃からである」と記している。
また、ラケットの素振りや階段の駆け上がり・駆け下り、兎跳び、縄跳び、読書やスケッチ、美術展・音楽会・演劇の鑑賞などを、寝食を忘れて続けるようになり、少し休むようにと千恵子から忠告されている。一方で病院の薬が効き、表情や血色が若者らしさを取り戻したという。
1976年（昭和52年）4月には、通院治療を受けながらも、再度1年として復学。読書と共に創作活動に励み、文芸部の機関誌などに、盛んに投稿するようになった。5月3日、文芸部の歓迎遠足で博多へ出かける。この日の日記にあおいは「戸畑駅で特急が通過した時飛び込んだのは自分の内の「何か」だった。その残がいをとっくりと「ながめ」てから先輩たちと帰った」と記している。山下（2004）は、この「自殺の予行練習」のような記述について、「恐怖に勝ちさえすればよいのだから／死ぬことほど容易なものはない」というあおいの手記を参照しつつ、彼女は「いつルビコンを渡ってもおかしくなかった。それまで本人が自殺を決行しなかっただけで、内側の彼女はすでに何度か飛び降り自殺していたからである」としている。
6月6日、「モダンアート展」「日本近代作家による素描展」の観覧に出掛け、「モダンアート展」の抽象画について、日記へ次のように記している。「しかし近頃の抽象画はひどすぎる。本当に抽象こそが自己の表現だと確信して描いているのか。そして、はた目にも分る技巧や感覚のひどさ。分ったふりをして見るのは、とてもいけない。ただ、大津忠太郎という人の「曙」という絵は……何か合いすぎる程波長が合った。私が現実以外の場所で出会った、たしかにここでなく何処かで出会った情景なのだ。光のある所まで進むということが何かを意味する、何か限界に近いなにものか……おそろしい程の何かが感じられる。あの情景には、たしかにここでない何処かで出会った」。この作品に触発され、あおいは「もと居た所」という題名の短編小説を書いている（後述）。
1977年（昭和52年）5月、「異和感を覚える」として、文芸部を退部。退部と同時に詩作もやめている。千恵子によればこの頃からあおいの表情は急速に変化し、「精神科の医師のいわれたクールな顔というのか、大人びた、というより、上手に年をとった老人という感じになった。怒りの表情は、すっかり消えうせて、夏ごろになると、もの静かで、サバサバして、保護者の心遣いは、あまり必要なさそうに見えた」という状態だった。
この頃に主治医から、治っているとして一人歩きを提案される。千恵子によれば、あおいは「病気に逃げ込むことが出来なくなるのは淋しい気もするが、いずれひとり歩きせねばならぬのだから」として承諾し、通院を終了した。この際には「これは私の問題だ。薬や医師に頼っていては解決したことにはならない。これは誰の問題でもなく、私の問題だ」と、ゆっくりとした口調で言ったという。
2年になった頃から、進路は進学か就職かを考え始めていた様子であったが、のちの進路調査の際にははっきりと、就職すると決めていたという。千恵子は学資のことは考えているから、大学へ行きたければ遠慮せずに行ってもいいと言ったが、あおいは「自分で納得のいく目的もなしに大学へ行っても無駄だから、働きながら、よく考えてみて、なおかつ大学へ行きたかったら、それから準備して受験する」「最低の条件さえ満たせばいいのだから、就職口はどこかにあるよ」と答え、以後はあおいも親も、進路の話には触れなかった。
9月21日、「アルゴノオト」に、「中学生が最近よく自殺する。それも「○○を苦にして」というのではなしに。面白い世の中になって来た。情報過多のせいだろうか？　だが死ねる彼等がうらやましい。私は執着するものが多すぎて死にたくても生理的に許さない。で、開きなおると、こういう訳だ」と書き記す。10月18日にも、「秋になって子供がまあ死ぬこと死ぬこと。そしてそれに対する愚にもつかない評論や分析を大人が書くこと書くこと。本当に死ねる彼等がうらやましい。まったく、生きていても何にもならないしめんどうだしくたびれるしおそろしいばかりで、本当に死んだ方が楽なのだ。ところが、あの本を読んでいないとかあの映画を見ていないとか、そういうことの引力のものすごさときたら！　ただそれだけのために自殺さえ出来ない。死ねる彼等にはこだわりがない。うらやましいと思う」と書いている。更に10月26日には、「だいたい私は生まれてきたことからして大まちがいだったような気がするのだが。親の望むようにも育たなかったし、自分の望むようにも育ってこなかった。何か、最初のところでまちがえたのだ。あとはもう、どうがんばろうとまちがえ続けるだけだ。私は、頭のおかしい、醜悪で不潔なブタだ。何が小説だ。何が問題意識だ。たかが気狂いの自己満足じゃないか。馬鹿がのうのうと生きおって」と記している。
11月14日、風邪を引いたみたい、として学校を早退。17日には少し調子がいいとして起きており、茶を飲みながら千恵子と話をしている。千恵子は「あれが世に言うムシの知らせというのか、幼児の時、就寝前に読んでやった本の話、食べ物の話、学校の話、お互いに言わずにいたことを、ずい分話し合った」と記している。このとき、千恵子は最後に「決してあきらめるな」と念を押し、あおいは「あきらめないよ」と答えた。最後の4、5日間は、あおいは「十七年間の間ではじめて見る輝くようないい顔をしていた」という。

### 自殺
11月19日正午過ぎ、「戸畑図書館へ本を返しに行く」と言って外出。実際に本は返却したが、その後は博多へ行き、引き返して宗像郡宗像町（現・宗像市）の鹿児島本線東郷駅で下車。同日夜、駅からほど近い「住宅公団日の里団地」のアパート8階の階段から飛び降り自殺した。死因は墜落による打撲・内臓破裂。身元を明らかにするものは何もなく、所持品は小銭入れ、ハンカチ、サマセット・モームの『女ごころ』1冊だけだった。そのため、一時は身元不明とされ、千恵子は翌20日のラジオニュースであおいの死を知っている。また、遺書もなかった。
千恵子は、「頭部は損傷しておらず、濃い眉、閉じた目、その他すべてに強烈な意志を感じた。眼鏡と腕時計は全く無傷で、時計が時を刻んでいるのが印象に強かった」「何故、自分の肉体を我が手で砕くという激烈な方法で、生きていることを止めたのかずっと考え続けているが、私には解るようで解らない」と記している。全く突然の自殺であったため、学校の教師や同級生らにも、大きな驚きを与えたという。
一方で両親は、連名で『もと居た所』に寄せた文章では、「しかし、娘が死を選んだ気持は、なんとなくわかるような気がします。中学生のころから、わからぬなりに大人の本や雑誌を読み、人間はなんのために生きていくのか、また自分はなにをしたらいいのかを、一生懸命考え続けていたようです。そして、大人の世界のみにくさや矛盾にも目を向け、希望と絶望の間を、この数年間さまよっていました」とも記している。

## 遺稿集の刊行
死後、あおいの部屋を整理していた両親は、鍵の掛かった引き出しから、大学ノートと手帳をそれぞれ10冊ほど発見した。内容は中学1年から自殺当日の朝まで書き続けていた日記風のものと、創作のようなもの、詩、エッセイなどで、「私たちが改めてびっくりするほどたくさんのもの」が書き残されていた。千恵子は「深夜、せわしなく叩きつけるような鉛筆の音を聞くことがあって、まるで通信士がキイを叩き続けているようだと思ったものだったが、それがこのノート類だったのだろう」としている。
あおいの創作や詩、エッセイなどの遺稿を本にまとめるよう勧めたのは、熊本市在住の詩人、緒方惇とされる。緒方はあおいの母親と学生時代に同じ科に所属しており、親友の間柄であったが、卒業後は別々の土地に住むこととなったため、あおいとは直接会ったことはなかったという。緒方は『もと居た所』の刊行後、「……それらのさまざまな紙やノートに書かれた生原稿に出会った時の、私の受けた衝撃は、予想よりはるかに深いものでした。いま、活字になったものを手にして、その驚嘆というか、感動は、大きくなりこそすれ少しも去りません」と記している。

### もと居た所
1978年（昭和53年）10月、あおいの小説7編・詩55編・エッセイ5編を収録した遺稿集『もと居た所』（葦書房）が刊行された。千恵子によれば、この書に収められた遺稿の殆どは、新聞の折込み広告を裏返しに綴じたノートに記されたもので、詩・小説・童話・雑感に関しては、殆どが文芸部誌や文化祭で発表されたものである。
また、翌1979年（昭和54年）には、「普及版」としてソフトカバーでも刊行されている。
山下武と半田たつ子は批評の中で、『もと居た所』の表題作である小説に言及している（後述）。これは前述の通り、展覧会で見た大津忠太郎の抽象画『曙』に触発されて書いたもので、あらすじは、マルセルという語り手の青年が、事故で盲目となり両足を失った友人（彼）を訪ねるというものである。「彼」は、失明したおかげで本当のものが却ってよく見えるようになったと言い、更に巷にはものや人が多すぎて本当のものが隠れてしまっているとして、マルセルに次のように話す。
そのしばらく後に、「彼」は夜中に窓を開け、手だけでよじ登って転落死する。「彼」がしきりに「あけぼの」という絵について話していたのを思い出したマルセルは、展覧会場へその作品を見に行き、「彼が何度もくりかえしていた「もと居た所」というのはこんなものではなかったろうかとふと思いました。ひどく遠いなつかしみがゆっくりと浮きあがってきました」と思うというものだった。
小説としては他に、自身の洗礼名「ミリアム」の名を付けた少女と、失意の中年作家・デュヴァル氏の奇妙な友情を描いた長篇があり、あおいは「このとんちきな私にも分るぐらいの失敗作」として題名も付けていないが、半田たつ子は「わけを知らずに読めば、訳の滑らかなフランスの小説と思うだろう」と評している。また、遠藤周作の『沈黙』に影響を受けた「殉教者」に対し、永畑道子は「導入部にやや無理があるが、長崎の日本二十六聖人像に素材を求めた重厚な作品である。いぶし銀のような感触は、とても少女のものとは思えぬ」と評している。
詩には、難解な漢字を多用した象徴派風の作品「マラルメの蒼空」や、少女らしいセンチメンタルな作品などが混在しているが、「誰か居ませんか／そこに　誰か　居ませんか」との呼び掛けで始まる「発狂」などもあり、また「青年の自殺」と題された詩には、「けごんの滝にとびこんだ　なんとかいう奴を私は信用していない」などと、藤村操を意識したらしき付記が付けられている。

### アルゴノオト
遺されたノートの内、あおいが「アルゴノオト」と名付けた日記は、主として大学ノートを用いた計12冊が存在し、細かい字でびっしりと書き込まれ、誤字脱字や消しゴムの跡は殆どなかった。初めてこの手記を手にした際、「私どもに向けていた顔と別人のような、はっきり言えば見知らぬ他人のようなあおいを随所に発見した」千恵子は強いショックを受けたという。千恵子はこの12冊のうち、高校1年に復学した1976年（昭和5年）から高校2年（昭和52年）にかけての5冊を、「一行ももらさず」に写した。それぞれ、ノートの冒頭には序文が附されており、それぞれ次のようなものだった。
その後、1979年（昭和54年）1月から4月にかけて、「アルゴノオト」の一部（死の直前の1年分）が、「あおいの日記」の題で『毎日新聞』西部版に抜粋・連載された。5月には上記の5冊分が、『アルゴノオト あおいの日記』として、『もと居た所』と同じく葦書房から単行本化された。
千恵子は「私が、克明に読んだアルゴノオトは、この五冊だけで、残りの七冊と数冊のメモは、もう少し時間を置いてから読もうと思っている。どうしても、憔悴して手足の動きもままならぬといった態の、あおいの像とダブってしまうからである」としている。

### 刊行後
『アルゴノオト あおいの日記』の刊行後、千恵子は『読売新聞』の取材に、「清書中は心理的につらかったが、本を出してみると、娘をやっと一人前にして世の中にだしてやったようで、むしろほっとしています。多くの方がこの本で娘と話し合ってくれれば幸せ」と話している。『週刊読売』1979年10月21日号は、立中潤の遺稿集と共にあおいの遺稿集の刊行を伝え、「二万部近い売れ行き」「二十代前後の若者たちの口の端にも、のぼりはじめている」と伝えている。
なお、同時期には、神奈川県横浜市で自殺した宮原幸子（16歳）の遺稿集『ちいさなクルメルス』（書苑）も出版されており、あおいの遺稿集と共に新聞報道で取り上げられている。

### 批評
『毎日新聞』は『アルゴノオト あおいの日記』の書評で、「青春の日記だから、当然ながら恋情と友情が多く語られている。ただし、ことごとく挫折するのだから痛ましい」「才能あふれる魂を、この自閉と自虐に追い込んだものは何か？　読むほどに、そう問いかけられて息苦しくなり、読みなずんだ本である」としている。
小松伸六は『アルゴノオト あおいの日記』の感想として、「十七歳の自殺者の手記をずい分読み、この書で紹介もしてきたが、死をもって生を問いつづけるこの十七歳の少女の感受性に驚き以上のものを感じた。いや、この余りにも早熟な少女の存在には恐怖さえ感じた」「私はこの三段ぐみの三百ページ弱の遺書？を読みとおすのはつらいことであり、時々、立ちどまり、この病的なほど聡明な少女の文章にかなわないなあと思った。天才である。西欧の文化にアイデンティティを求めていた病的天才である」と記している。
野呂邦暢は、『アルゴノオト あおいの日記』の感想として、「生きていてもらいたかったと、月並みなことはいうまい。死を決意して実行した人に、そんなことをいってみても仕方のないことだ。と、ため息まじりにつぶやいてみるのだが、思いは結局そこへゆきつく。（中略）この人が死なないでいたら、そんじょそこいらの女流作家は筆を折りたくなるほどの小説を書いていただろう」とし、「文章がうまいのである。とても少女の文体とは思えない。ジイド、マン、ジョイス、カフカ、ソクラテスなど、けっしてわかりやすいとはいえない文学作品をたくさん読んで感想をしるしている。絵画、音楽、映画の見方も大人のものだ」と称賛している。
永畑道子は、『もと居た所』の感想として、「死者を悼むには、あまりに残酷な言葉かもしれないが、一七歳という短い人生は、いかにもこのひとにふさわしかったのではないか。"青い種子"の一六歳を過ぎて、けもののにおい漂う一八歳に到らぬ前に、少女は死んだ。一七歳という透明の秋を選び、自ら命断つためのひそかな準備を、少女はかなり前から準備しつづけていたのではないか。いのちは、すでに燃焼し切っていたのかもしれない。いくつかの、かなり早い時期に書かれた作品の完璧さが、私に、その思いを強いる」と記している。
青木やよひは、『もと居た所』の収録作品について、「もし私が、事情を知らずにこれらの作品に触れたのなら、詩的でしかも結晶度の高い文学の世界を、久しぶりに堪能したにちがいない」と述べている。その上で「なぜこの若さで、しかも自分の才能に溺れることのない十分な自己省察力とユーモアさえも持っていながら、どうしてこの人は死なねばならなかったのだろう」と疑問を呈し、その鍵となるのは「創作作品の舞台がほとんどフランスやスイスなどの外国であり、語り手がみな男性であることがそれである」としている。そして「つまり彼女の悲劇は、日本人として、また女性として、この日本という現実の中でアイデンティティが見いだせなかったことにあったのだ」「著者は自らが描いた盲目の青年と同じく、もと居た場所＝魂のよりどころを見つけられぬまま、空に向かって身を投げた」としている。
山下武は、『もと居た所』の表題作について、前述の脱稿後のあおいはこの作品を「失敗」としているものの、書く前には気負っていたと日記に記していることから、「それは彼女が「現在、我々が『生きている』と思っているこの場所は、いろいろなものが多すぎる。ものに隠れて真が見えない。人間に隠れて真が見えない」と、実際に感じていたからではなかったか。実は、それこそ現実感覚の喪失以外の何物でもないのだが、本人はそれと気付かない。いや、気付いていたればこそ、「誰かにつかまっていないと／斜面をすべり落ちてしまうような思いにかられる」と、悲痛な遭難信号を発しているのだ」としている。永畑は「のびやかで、破綻のない文章、マルセルという少年の語りと若者の言葉で埋めているが、生硬さが微塵もなく、構成は緻密である。ただ、死の影を、背後に深く沈めてはいるけれども」と評している。半田たつ子は、「これは彼女は、なんと15歳で書いた」「一枚の絵から、あの純度の高い作品を生んだ15歳の少女―彼女のなみなみならぬ才華は、この一例だけでも明らかであろう」と記している。

## 番組
1979年（昭和54年）1月15日にNHK教育テレビで放送された「青春の遺書」（午後7時30分 - 午後8時）は、自殺した二人の少女の遺稿を紹介し、作家の中沢けいが少女の友人や家族を訪ねる番組で、あおいが取り上げられている。半田たつ子によると、母（千恵子）はこの番組内で、「あの娘は、17歳よりは生きられなかっただろう。17歳が限度だった」「でも、たとえ植物人間であってもいいから、そばに生きていてほしかった。存在してほしかった」と語ったという。
同年の3月19日には、NHK月曜特集の番組「なにが子どもを死に追いやるのか」（午後8時 - 午後8時49分）で、あおいが取り上げられた。この番組では、「あおいの日記」を連載していた毎日新聞西部本社編集局で「あおいの日記」担当デスクにインタビューを行ったほか、父・荒男にも話を聞いている。荒男は「親子の対話が必要といわれ、私も真剣に子どもと話し合った積りだが、今、考えてみると、娘も非常にきわどいところまでは心を開いてくれなかった。子どもから大人になっていく時に、親だけではどうにも引き上げていく力になりえないことがある。そんな時に、もし、親以外のだれか、友達か信頼できる先輩にでもめぐり合えていたら……」と語っている。

## 人物

### 家族関係
山下（2004）は、「彼女を自殺に追いやったと思われる家庭環境」として、「強烈なマザー・コンプレックス」があるとし、その理由としてあおいが、母親に「アルゴノオト」を読まれたのではないかと疑っている記述を挙げている。この部分であおいは、「母親はアルゴノオトをとっくの昔から読んでいるのかも知れない。そう考えると話のつじつまがあう事があまり沢山あるので。（などということを考えるところをみると、本当に私は狂っているのかも。）」「結局何も知らずにいい気になっているのは私だけで、母親も父親も私についてがまんにがまんをかさねて、にこやかに接しているというのが真実なのではないかと。だから、私が、えらそうに哲学だ文学だとほざいたり、映画の話をしたりするのも――私は孫悟空よろしく、母親の手のひらの中でとびまわって、自分がまともな人間であると思いこんでいるけれど、母親から見れば――何になるというのか」と書き記している。
水間（2005）も「アルゴノオト」の記述から、あおいは何かにつけて母親が介入していることに苛立っていることを指摘し、あおいが試験中「何をしても下らない」「そんなことをして結局何なのか」という空虚さを感じ、友人と共に小倉へ出かけてのち、帰宅時に母親から掛けられた言葉に関する、「激烈ともいえる」言葉を分析している。
一方で水間は、母親自身の文章を読む限り、母親は「社会的な問題意識のきわめて高い、高度の批判精神を持った女性」であり、あおいにも愛情を注いでいたことが窺われるが、「おそらく、母親の高度の批判精神は、常に最も身近な存在であった娘のあおいに、あおいの子供らしいありようを否定する形で向かっていたのだろう」と推測している。そして、「実は、あおいの内部（深部）で、あおいが恐怖を感じるほどに〈何をしても下らない〉〈そんなことをして結局何なのか〉と、いつも冷笑的に、あおい自身を見ていたのは、子供としてのあおいが「深部」で分離させることができなかった母親の高度の批判精神＝男性性だったのである。言い換えれば、母親がいつも〈深部にかかわ〉っているように思えたのは、あおい自身が母親から未分化だったからであり、あおい自身の「母親の内面化」こそが問題であった」としている。
また水間は、「アルゴノオト」には中年男性と少女の組み合わせが何度も登場していることから、「……理想化された父娘関係への憧れが明瞭に見てとれる」と分析している。しかし、母親への苛立ちが何度も記述される一方、父親については1、2ヶ所の簡単な記述があるのみであることから、「おそらく新聞記者であった彼女の父親は、父親としてかろうじて "父" イメージの投影可能な父親ではあったのだろうが、娘が母親の支配に対抗して強力な父娘連合を築けるような存在ではなかったらしい」としている。

### 趣味嗜好
読書は幼い頃から好きで、幼時から読む本は殆ど自分で選んでいた。千恵子によると何故か立志伝や偉人伝の類には生涯見向きもしなかったという。読書量は多かったが乱読で、推理小説も読み漁り、レイモンド・チャンドラーのファンでもあったという。自殺の数ヶ月前からはサマセット・モームに惹かれており、事実上の遺稿となった文章も「モーム雑感」だった。
中学からの5年間の読書量は非常に多く、千恵子によれば「通学の傍ら、だいたい一日に一冊か、二、三日に一冊、あまりの速さに、本当に読んでいるのか、とけしからぬ疑いを持ったこともある」という。ただし本人が本を買う資金は乏しいため、荒男が誕生日やクリスマスのプレゼントは図書券にしていたほか、日曜ごとに古本屋を巡ったり、書店で新刊書を立ち読みしたり、図書館や友人との交換読書などによって読書欲を満たしていた。また、千恵子が就寝時間に厳しかったため、午前0時半か午前1時頃までに読んだり書いたりをしていた様子だったという。そのために宿題が間に合わず、朝に早めに登校して片付けるなどしていたが、授業中や電車・バスの中で居眠りしてしまうこともあったという。
美術に関しては、いわゆる「泰西名画」（西洋の名画）には興味を示さず、日本人では久留米出身の古賀春江が好きだと言っていたという。
音楽では特にジャン・シベリウスに傾倒しており、主な作品をFMラジオから録音したものを繰り返し聞いていた。また、「シベリウス讃歌」という詩も作っている。交響楽などのクラシック、オペラ、新劇は、NHK教育テレビやFMラジオを利用して鑑賞の機会を得ていたほか、どうしても見たいものが地元に来た場合には、学校の期末試験前でも行っていた。演奏会や新劇に行きたいと希望する際には「いま、うちにお金ある？」と控えめに切り出すのが常だったが、荒男は、あおいがおしゃれや食べ物などには全くといっていいほど関心を示さなかったことから、可能な限り希望を叶えてやっていたという。